# Tomaž Dolar
Tomaž Dolar (* 27. Oktober 1966 in Jesenice) ist ein ehemaliger jugoslawischer Skispringer.

## Werdegang
Dolar sprang seine ersten Springen im Skisprung-Weltcup im Rahmen der Vierschanzentournee 1983/84. Dabei blieb er jedoch erfolglos und landete meist nur auf hinteren Plätzen. 1984 war er für die Nordische Skiweltmeisterschaft in Engelberg nominiert und erreichte im Teamspringen gemeinsam mit Miran Tepeš, Vasja Bajc und Primož Ulaga den fünften Platz. Bei den Olympischen Winterspielen 1984 in Sarajevo sprang er im Alter von 17 Jahren überraschend auf den 11. Platz auf der Großschanze.
Bei der Nordischen Skiweltmeisterschaft 1985 in Seefeld in Tirol erreichte Dolar auf der Normalschanze den 41. Platz. In seinem ersten Weltcup-Springen nach der Weltmeisterschaft erreichte er in beiden Springen in Lahti Weltcup-Punkte und sprang auf den 13. und 14. Platz. Diese Ergebnisse konnte er erst am 20. Dezember 1987 mit Platz 12 in Sapporo übertreffen. Die Vierschanzentournee 1987/88 verlief für Dolar erneut erfolglos, so dass er nach Abschluss der Tournee seine aktive Skisprungkarriere beendete.